# 李翹燊
李翹燊（?—1960年10月26日），字賢發，號際唐，廣東新會人。
光绪三十年（1904年）甲辰恩科进士，殿试位列第二甲第三十八名。散馆授编修。今新會區雙水鎮洞閣村仍存其家廟，即李氏家廟。

## 生平
李翹燊澳門著名賭商李光的長子，「按例位列翰林」時22歲。他創造了兩個澳門絕無僅有的紀錄—他是澳門開埠以來科舉會試中唯一一位本埠出身的進士，亦是澳門出身的最榮華富貴的朝廷命官；同時，由於他已加入西洋籍，所以他亦是中國歷史上唯一的一位「葡萄牙籍的翰林院編修」。